# Terremoto di Chūetsu del 2007
Il terremoto di Chūetsu del 2007 (Giapponese: 平成19 年（2007 年）新潟県中越沖地震) è stato un potente terremoto di magnitudo 6,6 avvenuto alle 10:13 del mattino ora locale il 16 luglio 2007, a nord ovest di Niigata in Giappone.
La città di Kashiwazaki, e i paesi vicini di Iizuna e Kariwa hanno registrato il più alto grado di intensità sismica della scala shindo, ed è stato sentito anche molto lontano da Tokyo.
Sono stati contati 11 morti e almeno 1000 feriti e 342 edifici completamente distrutti, per lo più vecchie strutture in legno.
Il primo ministro Shinzō Abe interruppe la sua campagna elettorale nel Giappone del sud per visitare la città di Kashiwazaki e promise di fare ogni sforzo per recuperare e ripristinare servizi come gas ed elettricità.